# Ернст I фон Мансфелд-Хинтерорт
Ернст I фон Мансфелд-Хинтерорт (на немски: Ernst I von Mansfeld-Hinterort; * ок. 1455; † 1486) от младата линия на Дом Мансфелд е граф на графство Мансфелд-Хинтерорт.
Той е вторият син на граф Гюнтер II фон Мансфелд-Кверфурт (ок. 1410 – 1475) и първата му съпруга Анна фон Хонщайн-Клетенберг (ок. 1415 – 1450), дъщеря на граф Ернст II фон Хонщайн-Клетенберг († 1426) и Анна София фон Щолберг († 1436).
По-големият му брат е Албрехт III (V) фон Мансфелд-Фордерорт (1450 – 1484). Сестра му Елизабет фон Мансфелд-Кверфурт (ок. 1435 – 1482) се омъжва 1454 г. за княз Албрехт VI фон Анхалт-Кьотен (ок. 1415 – 1475).

## Фамилия
Ернст I се жени 1475 г. за Маргарета фон Мансфелд (* ок. 1458; † 20 февруари 1531), дъщеря на граф Гебхард VI фон Мансфелд-Кверфурт (1429 – 1492) и Аделхайд фон Олденбург (1425 – 1492/1454), сестра на датския крал Кристиан I (1426 – 1481). Те имат два сина:
- Гебхард VII (1478 – 1558), граф на Мансфелд-Мителорт, женен през 1509 г. за Маргарета фон Глайхен-Бланкенхайн (ок. 1490 – 1567)
- Албрехт VII (1480 – 1560), граф на Мансфелд-Хинтерорт, женен през 1518 г. за графиня Анна фон Хонщайн-Клетенберг (ок. 1490 – 1559)

Вдовицата му Маргарета фон Мансфелд се омъжва втори път за фогт Хайнрих XXIII фон Вайда (ок. 1450 – 1531), син на фогт Хайнрих XXI фон Вайда († 1465) и Агнес Шенк фон Ландсберг († 1488).